# 龙尼·佩尔松
龙尼·佩尔松（瑞典語：Ronny Persson，1966年8月11日—），瑞典男子高山滑雪、轮椅冰壶运动员。他曾代表瑞典参加1998年、2002年、2018年和2022年冬季残疾人奥林匹克运动会，获得四枚银牌和二枚铜牌。